# Gorjan Radonjić
Gorjan Radonjic, né le 12 juillet 1981 à Sarajevo en Bosnie-Herzégovine, est un joueur français de basket-ball.